# Konqueror Media Player
KMPlayer (Konqueror Media Player) es un reproductor de medios de KDE. Puede funcionar como complemento para el administrador de archivos Konqueror y como reproductor independiente. Puede funcionar con MPlayer, GStreamer y xine como backends. También posee soporte experimental para reproducir multimedia desde un televisor, marcadores, streaming desde Internet, y atajos de teclado configurables.